# Bandera de Palol de Revardit
La bandera oficial de Palol de Revardit té la següent descripció:
Bandera apaïsada, de proporcions dos d'alt per tres de llarg, blanca, amb el palau de l'escut vermell d'altura 11/34 de la del drap i amplada 6/26 de la llargària del mateix drap, situat a 2/17 de la vora superior i a 1/13 de la de l'asta, i una faixa ondada de color blau fosc de sis ones, de gruix 3/17 de l'alçària del drap, situada a 2/17 de la vora inferior.
Va ser aprovada el 22 de febrer de 2001 i publicada en el DOGC el 8 de març del mateix any amb el número 3343.